# 林之光
林之光（1936年1月—），江苏太仓市人，是一名气象学家及科普作家。1959年毕业于南京大学气象系。曾任中国气象科学研究院研究员及《中国气象报》总编辑。